# Ponte do Prado

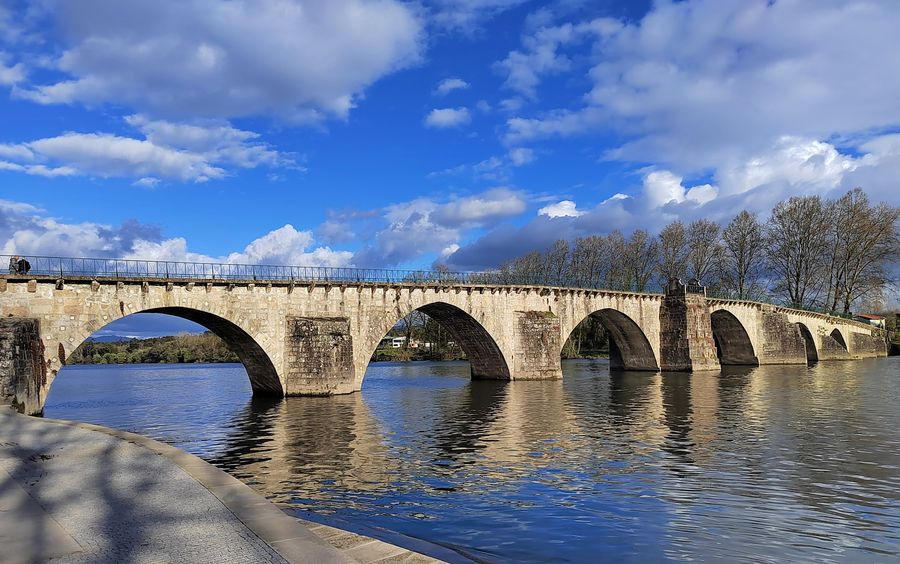
Ponte de Prado

A Ponte de Prado localiza-se sobre o rio Cávado, entre as freguesias de Merelim (São Paio), Panoias e Parada de Tibães, do município de Braga, e Vila de Prado, do município de Vila Verde, distrito de Braga, em Portugal.
Encontra-se classificada como Monumento Nacional desde 1910.

## História
A descoberta dum miliário do tempo de Augusto indica que a construção original desta ponte remonta ao período da ocupação romana da região, tendo como objectivo de ligar a cidade de Bracara Augusta com os restantes territórios do Noroeste peninsular.
Durante o período medieval, em que muitas das vias romanas continuaram a ser utilizadas, a Ponte do Prado funcionou como um importante ponto de ligação entre Braga, principal centro religioso do Condado Portucalense, e Ponte de Lima, a vila mais antiga de Portugal, localizada ao Norte. Foi ainda neste período que a ponte sofreu a sua primeira reconstrução, com a ajuda do arcebispo de Braga, D. Paio Mendes, que doou bens (entre 1118–1128), que tinha em Braga a Ordem do Templo, na condição de que dois terços dos rendimentos fossem usados na construção da ponte do Prado.
Permanece uma lenda, que um rei de Leão teria mandado reparar a Ponte do Prado com objectivo de se encontrar com D. Branca Guterrez da Silva, uma mulher pela qual se teria apaixonado. Séculos mais tarde, nas imediações deste monumento, desenvolveu-se um pequeno povoado de relativa importância regional, que recebeu foral, em 1260, das mãos de Afonso III, num tempo em que o reino de Portugal se recuperava da guerra civil.
Em 1510, a antiga ponte medieval foi destruída no decurso de uma cheia do rio Cávado, sendo logo reerguida. Contudo, parece que estes reparos não tiveram muito sucesso, uma vez que no século XVII a mesma estrutura voltou a ser alterada, recebendo a sua configuração actual. Esta última intervenção data do ano de 1616, quando a Ponte do Prado foi totalmente reconstruída segundo o projecto do arquitecto António de Castro, que eliminou qualquer vestígio da antiga estrutura medieval.
Ao longo de sua história, foi, por diversas vezes, arruinada pelas cheias do Cávado. Desde a altura da tragédia de Entre-os-Rios, quando todas as pontes da região foram vigiadas para certificar a sua segurança, tem o trânsito interdito a veículos pesados.

## Tradição pradense do "Ovo na Ponte"
À meia noite do dia de Páscoa, a ponte é invadida por um mar de gente, cerca de 10 000 pessoas são esperadas nesta noite, que para lá se desloca para cumprir a tradição do Ovo na Ponte. “Aquele que, à meia-noite do dia de Páscoa, sobre ela comer um ovo cozido, passará todo o ano sem ser acometido de dores de cabeça”, reza a lenda. 
Diz a voz do povo que as cascas do ovo devem ser lançadas sobre o leito do Rio Cávado para que se cumpra a profecia popular.
Com ou sem superstição, a verdade é que os ovos cozidos tomam conta do tabuleiro da ponte. 

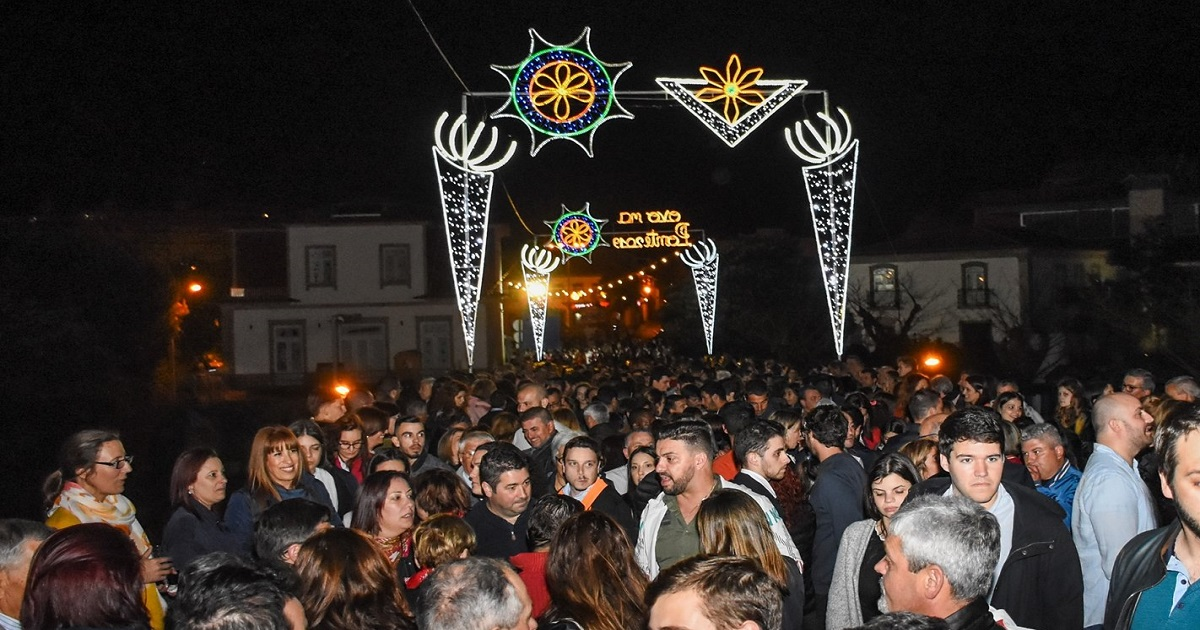
Ovo na Ponte

## Características
A ponte, em estilo seiscentista, em aparelho de granito, é constituída por nove arcos (5 ogivais e 4 redondos).
Em ambas as margens tem duas praias fluviais.